# Henri Permeke
Pour les articles homonymes, voir Permeke.
Henri Permeke  (Poperinge, 25 août 1849 - Ostende, 15 septembre 1912 est un peintre paysagiste belge, conservateur du musée des beaux-arts d'Ostende et professeur à l'École industrielle d'Ostende.

## Biographie
Henri Louis Permeke est né à Poperinge le 25 août 1849 dans la province de Flandre occidentale. Il est le fils de Pierre Charles Permeke (né en 1810 et mort à Poperinge en 1880), verrier et peintre en bâtiment, et de Nathalie van Haelewyn (née à Roulers et morte à Poperinge en 1878 âgée de 59 ans) qui s'étaient mariés à Poperinge le 4 mai 1846. 
À partir de 1873, il suit les cours de l'Académie royale des beaux-arts de Bruxelles grâce à une bourse de la ville de Poperinge. Au cours de ses années d'étude, il est, en 1876, un des cofondateurs de l'association « L'Essor ». Cette association avait pour but d'aider la carrière artistique des peintres en organisant des expositions de tableaux lors de salons et était aussi une sorte de coopérative d'achat qui négociait afin d'obtenir des prix avantageux auprès des fournisseurs de matériel artistique.
En 1878, le roi Léopold II achète un de ses tableaux « Ostende par temps de pluie », à l'occasion d'un salon collectif organisé par « L'Essor » . En 1878, Permeke peint les tableaux « L'Escaut à Burcht » et « Audenarde pendant l'inondation de 1877 » .  Avec cette dernière œuvre, Permeke remporte une médaille de bronze lors d'une exposition à Sydenham en Angleterre. C'est au cours de cette même année que Permeke termine ses études à l'Académie de Bruxelles.  

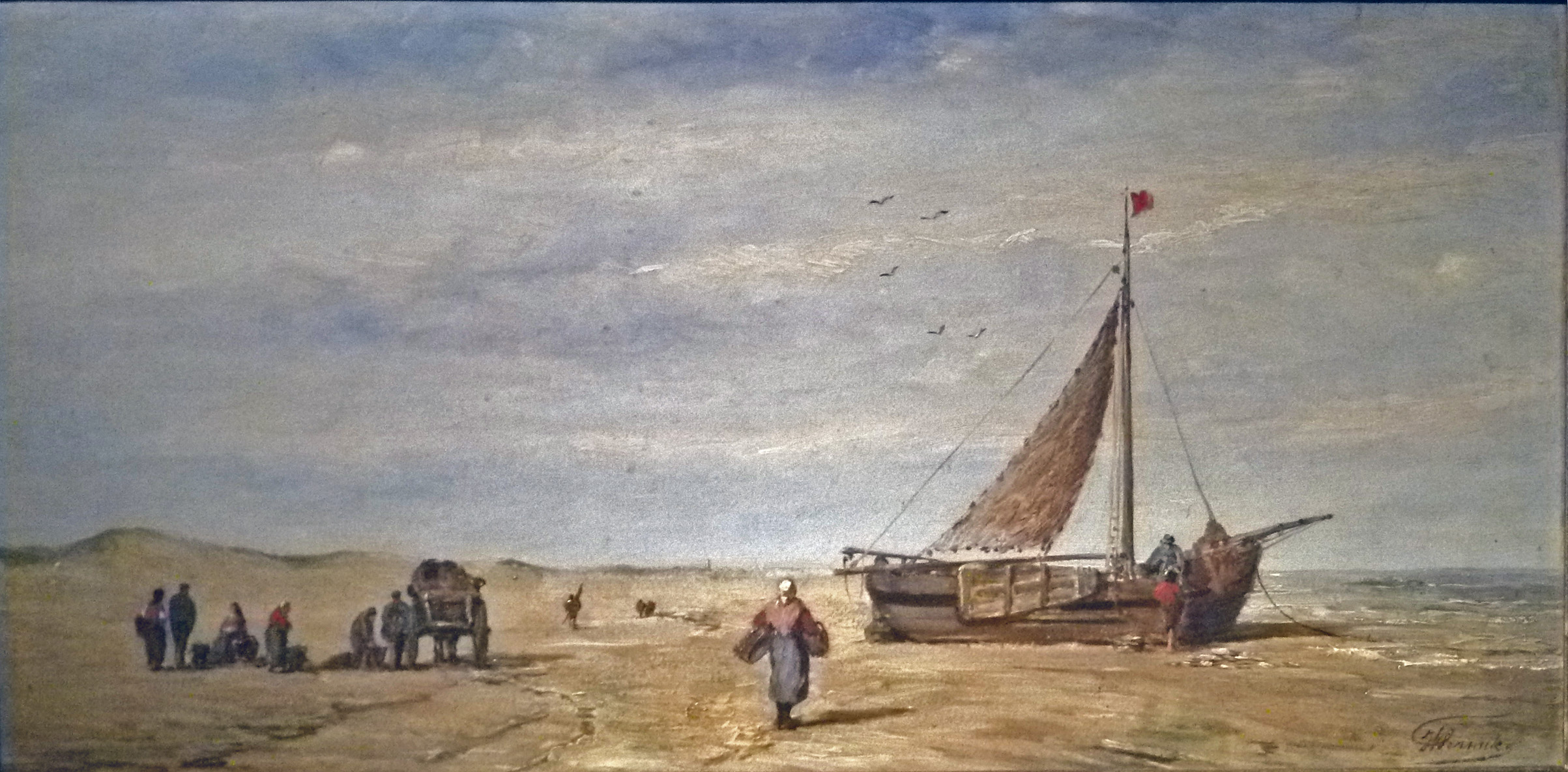
Bateaux sur la plage.

Au début de l'année 1878, il s'installe à Burcht, pittoresque village de l'Escaut. Au salon de 1880, Permeke expose un « Escaut à marée haute » et à celui de 1881 : « Coin de Burcht ; l'Escaut ». En 1882-1883, il effectue un long voyage d'études le long des côtes flamande et hollandaise. Permeke possédait une péniche, l' « Artis-Amor » , aménagée en studio où il dessinait et peignait de nombreux cours d'eau néerlandais et belges.
En 1882-1883, il effectue un voyage d'étude le long de la côte flamande et hollandaise. Son carnet de croquis comprend 80 vues de Schéveningue, Heist et Anvers. Les dessins détaillés et les inscriptions précises permettent d'identifier certains des lieux visités. 
Il se marie le 3 septembre 1883 à Burcht avec Stéphanie Buytaert. Ils ont un fils Constant Permeke (1886-1952), peintre expressionniste et sculpteur.
Peu après son mariage en 1883, il part seul en Italie pour y exercer son art. Il en revient en 1885.

### Conservateur à Ostende
En 1891, Permeke et sa famille s'installent à Ostende. Il y peint de nombreux paysages marins et scènes de plage à Ostende, Nieuport, Heist et le long du canal Ostende-Bruges dans un style réaliste et sur base de croquis.  
Dès le début des années 1890, Permeke restaure des peintures appartenant au patrimoine de la Ville d'Ostende telles que celles qui décorent le Kursaal d'Ostende, des œuvres religieuses de l'Église Saints-Pierre-et-Paul d'Ostende et de l'Église Notre-Dame des Dunes, ainsi que de nombreuses peintures de la collection communale.  

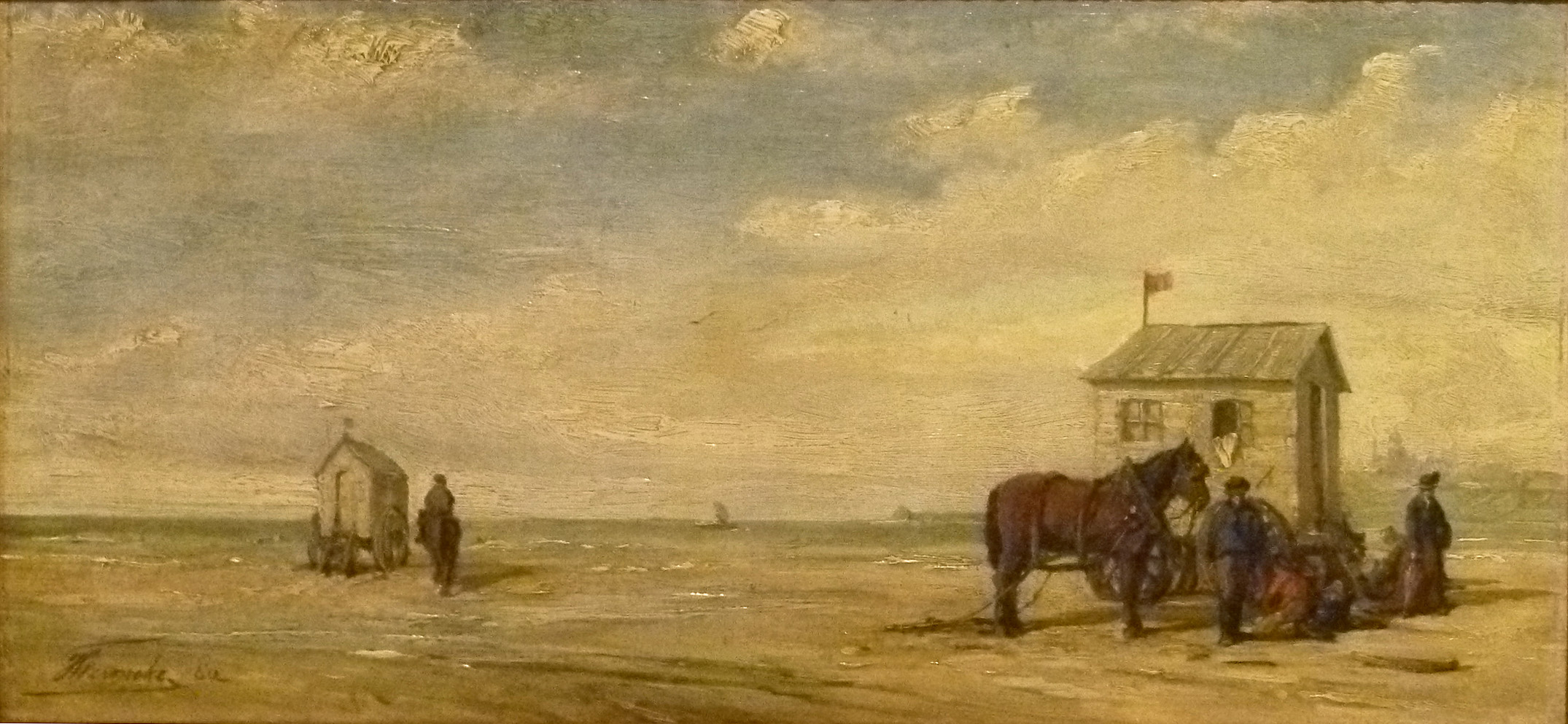
Cabines de plage à Ostende.

En 1897, il devient le premier conservateur du musée des beaux-arts d'Ostende. Avec les moyens limités dont il dispose, il mène une politique d'achat astucieuse, destinée à l'art belge du XIXe siècle. Les achats les plus importants sont sans doute ceux de James Ensor, Fernand Khnopff et Constantin Meunier. Il expose aussi régulièrement ses propres toiles au salon des beaux-arts du Kursaal d'Ostende.  
À partir de 1898, il est nommé professeur à l'École industrielle d'Ostende. Ses élèves sont, outre son fils, Pierre Verbeke et Daan Boens. Le peintre Paul Permeke est son petit-fils.
Il meurt en 1912 et est enterré, à sa demande, à Ostdunkerque à côté de son ami artiste Louis Artan.

## Œuvre
Il a principalement peint des paysages: des marines, paysages urbains et des natures mortes. Il avait adopté un style réaliste pour représenter la Flandre traditionnelle et pittoresque. Ses capacités techniques et ses compétences ont exercé une influence significative sur son fils Constant même si l'on note un changement de génération dans leur expression artistique respective.
Il a principalement travaillé sur la côte ouest, mais s'est parfois retrouvé à Heist où il a peint un tableau atmosphérique en 1891. Le caractère pittoresque des dunes, de la plage et de la mer a attiré de nombreux artistes. Cette observation fidèle à la réalité est un bon exemple de « pléinairisme ».

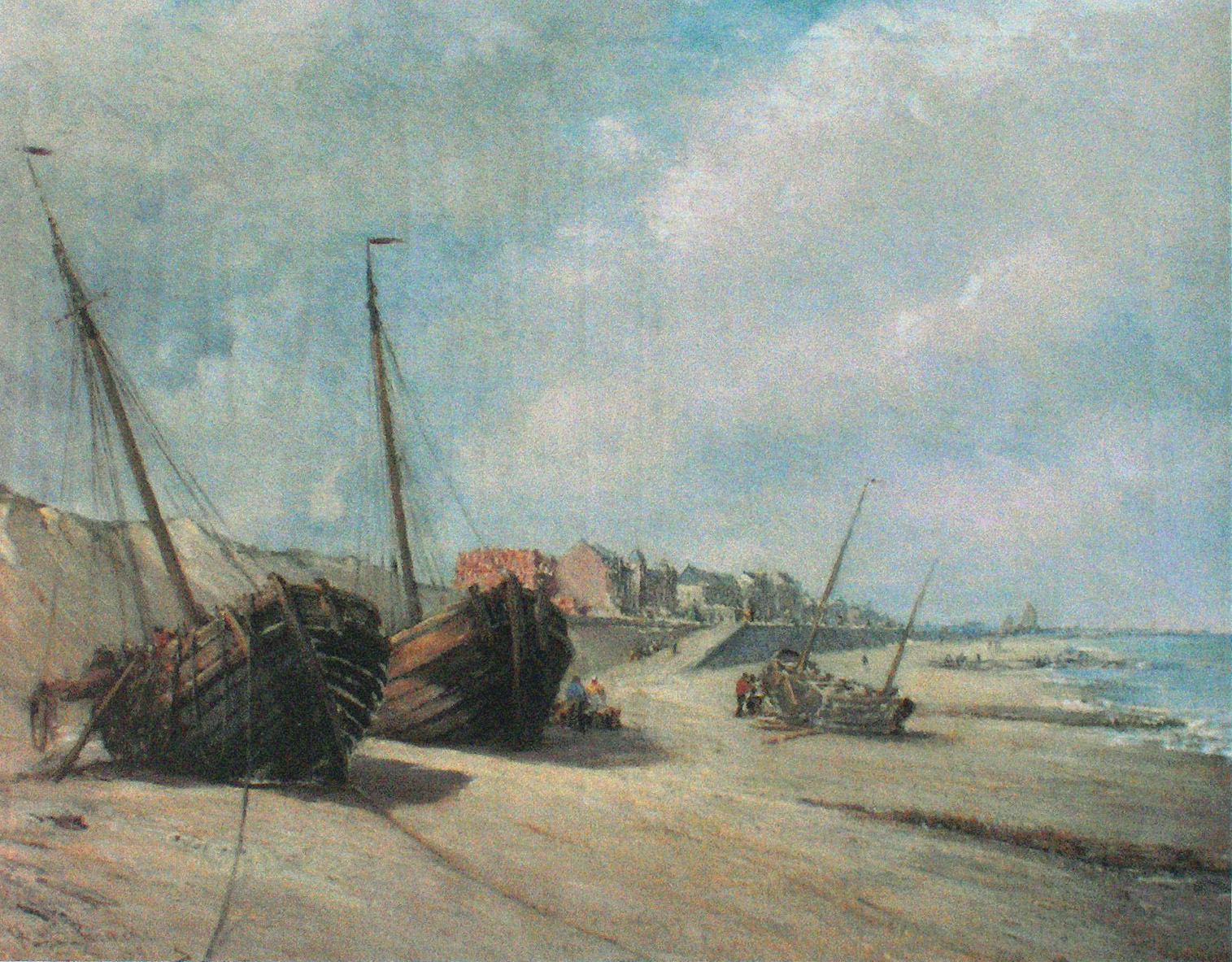
Bateaux de pêche sur la plage de Heist, 1891
Collection de la Ville de Knokke-Heist

- 1875 : La mort (musée Permeke à Jabbeke)
- 1877 : Vue d'une ville en Flandre ; La plage d'Ostende ; Le Kursaal en cours de construction ;
- 1878 : Ostende par temps de pluie ; L'Escaut à Burcht ; Les Tours du Broel à Courtrai (musée des beaux-arts d'Ostende) ;
- 1880 : L'Escaut à marée haute ;
- 1881 : Coin de Burcht ; l'Escaut ;
- 1882 : Le pont Léopold à Bruxelles ; Le bassin de l'arsenal ; Déchargement sur l'Escaut, 6e exposition annuelle de l'Essor .
- 1884 : Paysage en Italie ;
- 1891 : Bateaux de pêche sur la plage de Heist, 49 × 68 cm, collection de la Ville de Knokke-Heist[8]
- 1893 : Paysage d'eau avec formes dans une chaloupe ;
- 1898 : Crique à pêcheurs à Ostende ; Flux à Gravelines - matin ; La vieille Meuse à Doordrecht, salon du Kuursaal :
- 1903 : Les docks d'Ostende ;
- 1908 : Visage au parc Maria Hendrika ;
- s.d. : Vue de l'Escaut ;
- s.d. : Pêcheur lançant son filet sur le fleuve ;
- s.d. : Ruine dans un paysage.